# Meglenorumunština
Meglenorumunština (meglenorumunsky Vlăhește) je románský jazyk (nebo dialekt rumunštiny), kterým se mluví v několika vesnicích v regionu Almopia (Moglena), který se nachází na řecko-severomakedonské hranici. Také jím mluví několik emigrantů v Rumunsku a malá skupina lidí v Turecku. Patří mezi ohrožené jazyky.

## Obecný přehled
Meglenorumunština se řadí mezi balkanorománské jazyky. Někteří lingvisté ji klasifikují jako dialekt rumunštiny, dialekt arumunštiny, smíšeninu rumunštiny a arumunštiny nebo jako samostatný jazyk. Byla silně ovlivněna jihoslovanskými jazyky.
Mluvčí meglenorumunštinny sami sebe identifikují jako Valachy.

## Příklady

### Číslovky
| Meglenorumunsky | Česky |
| unu             | jeden |
| doi             | dva   |
| trei            | tři   |
| patru           | čtyři |
| ținți           | pět   |
| șasi            | šest  |
| șapti           | sedm  |
| uopt            | osm   |
| nou             | devět |
| zeți            | deset |